# Deadly Rooms of Death
Deadly Rooms of Death (DROD) là một trò chơi giải đố trên máy tính. Nó được Erik Hermansen tạo ra vào năm 1996 và đã được thường xuyên mở rộng kể từ đó. Phiên bản gốc của trò chơi được Webfoot Technologies phát hành, hiện tại không còn nữa. Trong năm 2000, tác giả mua lại quyền của DROD từ Webfoot và phát hành công khai mã nguồn; ông tiếp tục hỗ trợ và phát triển phiên bản mới của trò chơi này với tên gọi "Caravel DROD".

## Cách chơi
Trò chơi là hoàn toàn dựa trên các ô và diễn ra trên một lưới ô hình chữ nhật với kích cỡ 38 × 32. Hầu hết những con quái vật và các đối tượng chiếm một ô duy nhất, mặc dù một số quái vật (ví dụ như rắn) chiếm nhiều ô kết nối với nhau. Mỗi phòng là một câu đố riêng biệt, và để giải quyết nó thì người chơi phải đánh bại tất cả các quái vật trong phòng và thoát khỏi nó. Người chơi điều khiển sự chuyển động của Beethro Budkin, sát thủ trong hầm ngục được trang bị một "cây kiếm lớn". Trong thế giới hư cấu mà trò chơi diễn ra (the Eighth), công việc của Beethro như là một Smitemaster là giết sạch các quái vật xâm lược.
Vì trò chơi là chiến thuật theo lượt, quái vật hay đối tượng sẽ chỉ di chuyển một lần mỗi lượt. Mỗi loại quái vật có một thuật toán khác nhau áp dụng cho chuyển động của nó, tùy thuộc vào vị trí của nó so với người chơi. Kết quả là, Deadly Rooms of Death đòi hỏi giải quyết bài toán logic chứ không phải là phản xạ. Mỗi lượt, người chơi có thể chờ đợi, di chuyển Beethro vào bất kỳ trong số tám ô vuông tiếp giáp với vị trí hiện tại của mình (nếu chưa bị chiếm), hoặc xoay thanh kiếm của mình một góc 45 độ. Một số phòng chỉ đơn giản là yêu cầu tìm kiếm một chuỗi các động tác nhằm mục đích để Beethro đánh bại tất cả các quái vật mà không bị giết; phòng khác đòi hỏi phải giải quyết các câu đố phức tạp hơn, nhờ vào các yếu tố khác của trò chơi như các nắm đấm làm mở và đóng cửa, trapdoor bị khóa sau khi được bước lên trên, v.v...

## Lịch sử

### Nguyên bản
Game được Erik Hermansen phát triển trong những năm cuối thập kỷ 1990. Năm 1996, trò chơi đã được Webfoot Technologies phát hành thương mại với phiên bản 1.03 của trò chơi. Phiên bản 1.04 và 1.11 đã được phát hành ngày sau đó để sửa chữa một số lỗi với các phòng và các tầng. Phiên bản đầu này thường được gọi là Webfoot DROD. Do trò chơi không thành công về mặt thương mại, Webfoot đã ngừng phát hành game này vào năm 1999.

### Làm lại
Năm 2000, tác giả ban đầu của trò chơi có được sự cho phép từ Webfoot để mở mã nguồn của trò chơi và ông đã phát hành mã nguồn của nó dưới giấy phép Công cộng Mozilla 1.1. Với sự giúp đỡ của nhiều người tình nguyện, ông viết lại trò chơi từ đầu, viết lại toàn bộ các động cơ trò chơi và tạo ra đồ họa và âm nhạc mới cho nó. Tuy nhiên màn hình chính của trò chơi vẫn chủ yếu là giống như bản gốc của Webfoot. Version 1.5 này, thường được biết đến với cái tên Caravel DROD, lần đầu tiên được phát hành vào cuối tháng 10 năm 2002.
Phiên bản 1.6, còn được gọi là DROD: Architects' Edition, bao gồm các cải tiến đồ họa, nhưng quan trọng nhất là một level editor, đã được phát hành vào năm 2003. Các phòng và các tầng được cộng đồng thiết kế hợp lại với nhau trong các gói gọi là "holds", và điều này mở rộng trò chơi hơn nữa, ngoài các thách thức do cộng đồng áp đặt của các phiên bản trước.
Một remake thương mại của trò chơi DROD gốc cũng đã được phát hành với game engine  này, được đặt tên DROD: King Dugan's Dungeon. Một số các hold được thương mại hóa cũng được phát hành với cái tên 'Smitemaster's Selections', như "The Choice" (2005), "Perfection" (2005), "Halph Stories" (2005), "Beethro's Teacher" (2006), "Journeys End" (2006), "Devilishly Dangerous Dungeons of Doom" (2008), "Smitemaster for Hire" (2009), "Truthlock Method" (2011), và "Flood Warning" (2012).
Một phiên bản Adobe Flash bao gồm một bản cải tiến của King Dugan's Dungeon được phát hành vào tháng 6 năm 2012. Hiện tại phiên bản này có 4 "Episodes".

### Các bản tiếp theo
Phiên bản kế tiếp, DROD: Journey to Rooted Hold, được phát hành vào tháng 4 năm 2005 cho Windows, Linux, và Mac. Cũng được gọi là DROD 2.0, phiên bản này có thêm nhiều cải tiến và thêm mới, bao gồm một câu chuyện mở rộng đi kèm với các đoạn đối thoại trong game, đồ họa phân giải cao hơn, các quái vật và các yếu tố mới trong trò chơi, các khả năng sửa đổi mới hold, hệ thống script và khả năng kết nối qua mạng với một cơ sở dữ liệu DROD trực tuyến.
Trò chơi thứ 3 trong chuỗi trò chơi này, DROD: The City Beneath, hoặc DROD 3.0, được phát hành vào tháng 4 năm 2007. Nó bao gồm tất cả các tính năng có trong Journey to Rooted Hold, cộng thêm một hold chính thức mới hoàn toàn với các hội thoại trong game, ba phong cách cho các hold tạo mới, và các tính năng tùy biến và hỗ trợ mạng mạnh hơn. Tính năng hỗ trợ các cảnh quay, một hệ thống chiếu sáng dùng tia và các biến số cho phép diễn biến trò chơi phát triển không tuần tự là những tính năng nổi bật nhất của DROD:TCB.
DROD RPG, một trò chơi mở rộng khác, đã được phát hành vào 12 tháng 9 năm 2008. Do Mike Rimer viết ra, DROD RPG là một trò chơi DROD kết hợp với một số tính năng RPG như hitpoints, đồ mang theo, và khả năng thay đổi vũ khí. Trò chơi này đã đưa thương hiệu DROD theo một hướng khác và giới thiệu nhân vật mới, Tendry, một thành phần trong quân đội, muốn tìm lối đi lên trên mặt đất. Một số yếu tố giải đố cũ đã được thay đổi để phản ánh phong cách RPG, trong đó có chìa khóa để mở cánh cửa được sử dụng để mở trong các điều kiện khác.
Trò chơi thứ 5 có tên DROD 4: Gunthro and the Epic Blunder được phát hành ngày 1 tháng 4 năm 2012. Nó bao gồm một vài yếu tố trò chơi mới, ba phong cách đồ họa và âm nhạc mới, cũng như sự bao gồm một số khả năng tạo kịch bản mới. DROD 4 là một prequel với câu chuyện gốc, và, mặc dù nó đã được phát hành sau các trò chơi trước đó, bối cảnh của nó được thiết lập trước "Journey to Rooted Hold".
Trò chơi thứ 6 với tên DROD 5: The Second Sky, được phát hành ngày 21 tháng 6 năm 2014. Trò chơi này là kết cục hoành tráng với câu chuyện của Beethro. Nó có các vũ khí kiểu mới, bản đồ vùng, khả năng tạo kịch bản, âm thanh và hỗ trợ giọng nói bổ sung.

## Đón nhận
DROD được đánh giá là trò chơi giải đố có rating cao nhất tại Home of the Underdogs, và nhận được lời khen ngợi từ Ed Pegg Jr. của Hội Toán học Hoa Kỳ  và Tony Delgado của GameSetWatch